# 619 v.Chr.

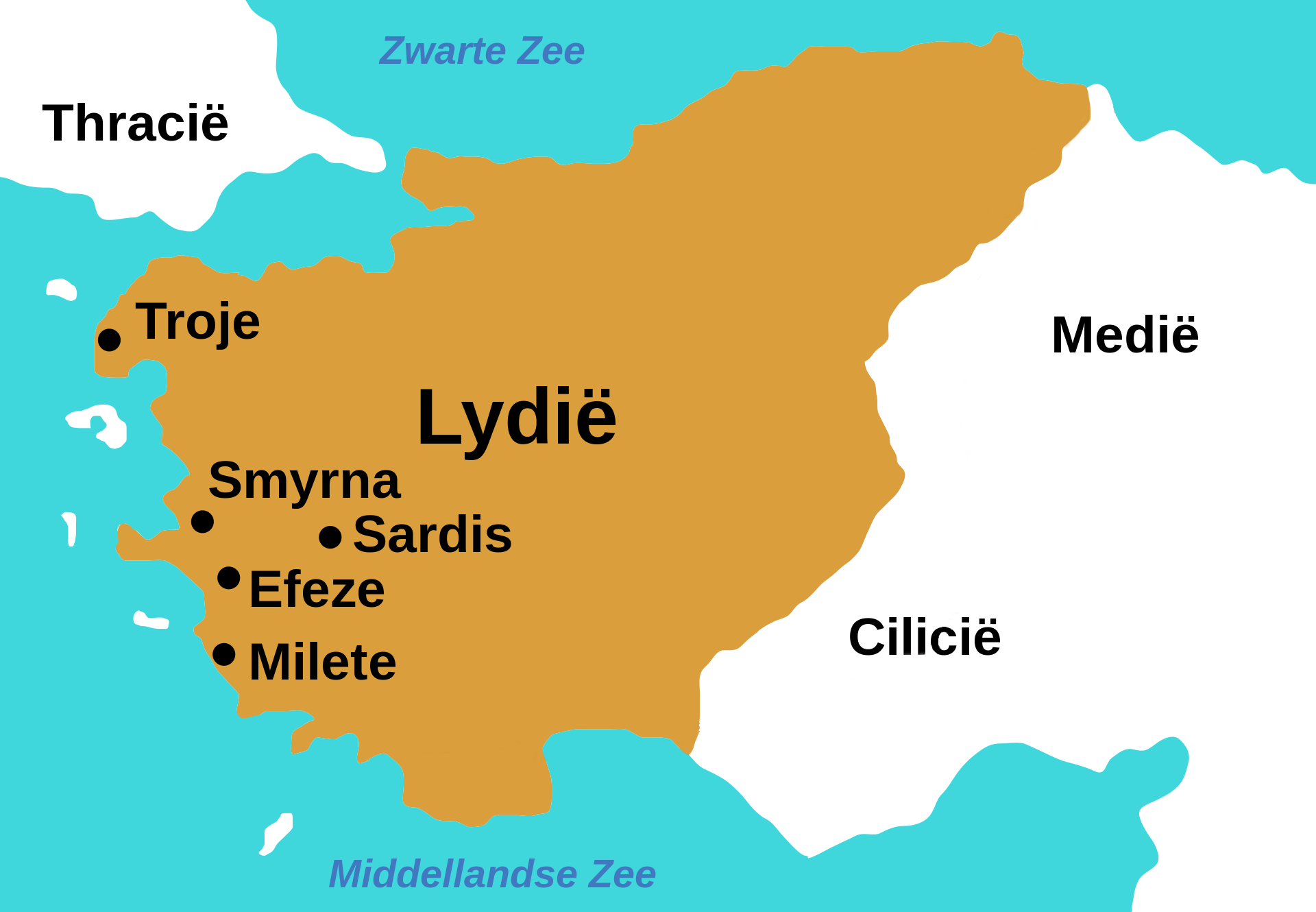
Lydië in de 7e eeuw v.Chr.

Het jaar 619 v.Chr. is een jaartal volgens de christelijke jaartelling.

## Gebeurtenissen

### Klein-Azië
- Alyattes II (619 – 561 v.Chr.) bestijgt de troon als koning van Lydië. Onder zijn bewind groeit het koninkrijk uit tot een van de machtigste staten in Anatolië, het huidige Turkije.

## Overleden
- Sadyattes, koning van Lydië. Het kan ook dat hij een of twee jaar later is overleden.